# السعودية في الألعاب الأولمبية الصيفية للشباب 2014
المملكة العربية السعودية شاركت في أولمبياد صيف 2014 للشباب في نانجينغ، الصين من 16 أغسطس إلى 28 أغسطس 2014.

## ألعاب القوى
ويُذكر بأن السعودية لا تسمح للنساء بالمشاركة في الألعاب الأولمبية. 
| رياضي        | الحدث                 | مع ارتفاع درجات الحرارة | النهائي | نتيجة    | مرتبة |
| ------------ | --------------------- | ----------------------- | ------- | -------- | ----- |
| بدر العمراني | سباق الموانع 2000 متر | 6: 20.66                | 15 'qB' | 6: 18.52 | 15    |

## الأحداث الميدانية
| رياضي       | الحدث     | تصفيات | النهائي | مرتبة | مسافة | مسافة |
| ----------- | --------- | ------ | ------- | ----- | ----- | ----- |
| حسين الحزام | قبو القطب | 4.90   | 1 'Q'   | 4     | 4.85  |       |

## الفروسية
تأهلت السعودية متسابق.
| رياضي                                                                            | حصان                                 | الحدث        | الجولة 1  | الجولة 1 | الجولة 2  | الجولة 2 | الجولة 2 | المجموع   | المجموع |
| رياضي                                                                            | حصان                                 | الحدث        | ضربات حرة | الترتيب  | ضربات حرة | المجموع  | الترتيب  | ضربات حرة | الترتيب |
| -------------------------------------------------------------------------------- | ------------------------------------ | ------------ | --------- | -------- | --------- | -------- | -------- | --------- | ------- |
| هشام الاسواني                                                                    | زئبقي                                | القفز الحر   | 12        | 22       | 12        | 24       | 21       | 24        | 21      |
| أسيا - لى ياو فنغ - ساياكا فوجيوارا - إيجور كوزوبايف - حمد القاضي - هشام السويني | أوريا لازينو فيفر فرناندو سيلفر سريع | Team Jumping | 12 13 0 8 | 6        | 8 0 EL 4  | 28       | 6        | 28        | 6       |

## التايكواندو
حصلت المملكة العربية السعودية على بطاقة عشوائية للتنافس. 

رجال
| الرياضي    | الحدث     | الجولة 16 | ربع النهائيات                   | نصف النهائيات | النهائي | Rank |
| الرياضي    | الحدث     | النتيجة   | النتيجة                         | النتيجة       | النتيجة | Rank |
| ---------- | --------- | --------- | ------------------------------- | ------------- | ------- | ---- |
| فهد السميح | الكيلو 48 | باي       | استيفان أوربيت (فرنسا) · L 5–10 | لم تقدم       | لم تقدم | 5    |

## رفع الاثقال
حصلت المملكة العربية السعودية على نقطة إعادة تخصيص للتنافس.
رجال
| رياضي         | حدث     | الخطف   | الخطف   | نظيفة ورعشة | نظيفة ورعشة | المجموع | الترتيب |
| رياضي         | حدث     | النتيجة | الترتيب | النتيجة     | الترتيب     | المجموع | الترتيب |
| ------------- | ------- | ------- | ------- | ----------- | ----------- | ------- | ------- |
| سامي السليمان | 77 كيلو | 111     | 7       | 130         | 9           | 241     | 7       |

## وصلات خارجية
الموقع الرسمي للسعودية في الألعاب الألومبية